# 206
Cette page concerne l'année 206  du calendrier julien. Pour l'année 206 av. J.-C., voir 206 av. J.-C. Pour le nombre 206, voir 206 (nombre). Pour la voiture, voir Peugeot 206.
L'année 206 est une année commune qui commence un mercredi.
À l'époque, elle était connue comme l'année du consulat de Umbrius et Gavius (ou, moins fréquemment, l'année 959 Ab urbe condita). La dénomination 206 pour cette année a été utilisée depuis le début de la période médiévale, lorsque l'ère du calendrier Anno Domini est devenue la méthode la plus répandue en Europe pour nommer les années. 

## Événements

### Empire romain
- À Rome, consulat de Marcus Nummius Umbrius Primus Senecio Albinus (en) et Lucius Fulvius Gavius Numisius Petronius Aemilianus (de).
- Le mur d'Hadrien est repris pour la première fois, depuis le soulèvement picte de 180.
- L'empereur Septime Sévère vient en Grande-Bretagne, avec ses fils Caracalla et Geta.

## Naissances en 206
- Trébonien Galle (mort en 253), empereur romain de 251 à 253.

## Décès en 206
- Taishi Ci (né en 166), général chinois.